# Daniel Mesotitsch
Daniel Mesotitsch (Villach, 22 mei 1976) is een Oostenrijkse biatleet. Hij vertegenwoordigde zijn vaderland op de Olympische Winterspelen 2002 in Salt Lake City, op de Olympische Winterspelen 2006 in Turijn en op de Olympische Winterspelen 2010 in Vancouver.

## Carrière
Mesotitsch maakte zijn wereldbekerdebuut in december 1999 in Pokljuka, in februari 2001 scoorde hij in Soldier Hollow zijn eerste wereldbekerpunten. In januari 2002 boekte hij in Antholz zijn eerste wereldbekerzege. Zijn beste eindklassering in het algemeen klassement was de twaalfde plaats in het seizoen 2009/2010.
Mesotitsch nam in zijn carrière achtmaal deel aan de wereldkampioenschappen biatlon. Op de wereldkampioenschappen biatlon 2005, voor eigen publiek in Hochfilzen, veroverde hij samen met Friedrich Pinter, Wolfgang Rottmann en Christoph Sumann de bronzen medaille op de 4x7,5 kilometer estafette. Tijdens de wereldkampioenschappen biatlon 2009 in Pyeongchang sleepte hij samen met Simon Eder, Dominik Landertinger en Christoph Sumann de zilveren medaille in de wacht. Individueel was zijn beste prestatie de twaalfde plaats op de 20 kilometer individueel op zowel de wereldkampioenschappen biatlon 2003 in Chanty-Mansiejsk als de wereldkampioenschappen biatlon 2007 in Antholz.
Mesotitsch nam driemaal deel aan de Olympische Winterspelen. In 2002 en 2006 eindigde hij anoniem in de achterhoede op de 20 kilometer individueel, in Turijn eindigde hij samen met Fritz Pinter, Ludwig Gredler en Christoph Sumann. Tijdens de Olympische Winterspelen van 2010 in Vancouver eindigde Mesotitsch als vijfde op de 15 kilometer massastart en als negende op de 20 kilometer individueel, op de 4x7,5 kilometer estafette legde hij samen met Simon Eder, Dominik Landertinger en Christoph Sumann beslag op de zilveren medaille.

## Resultaten

### Olympische Spelen
| Jaar | Plaats         | Resultaten |
| ---- | -------------- | --- |
| 2002 | Salt Lake City | 64e 20 km individueel                                                                                          |
| 2006 | Turijn         | 59e 20 km individueel 17e 4x7,5 km estafette                                                                   |
| 2010 | Vancouver      | 9e 20 km individueel · 45e 10 km sprint · 41e 12,5 km achtervolging · 5e 15 km massastart · 4x7,5 km estafette |

### Wereldkampioenschappen
| Jaar | Plaats           | Resultaten |
| ---- | ---------------- | --- |
| 2001 | Pokljuka         | 8e 4x7,5 km estafette                                                                                            |
| 2003 | Chanty-Mansiejsk | 12e 20 km individueel 8e 4x7,5 km estafette                                                                      |
| 2004 | Oberhof          | 56e 20 km individueel 56e 10 km sprint 9e 4x7,5 km estafette                                                     |
| 2005 | Hochfilzen       | 29e 20 km individueel · 40e 10 km sprint · 4x7,5 km estafette                                                    |
| 2007 | Antholz          | 12e 20 km individueel 26e 10 km sprint 35e 12,5 km achtervolging 29e 15 km massastart 6e 4x7,5 km estafette      |
| 2008 | Östersund        | 60e 20 km individueel 49e 10 km sprint 31e 12,5 km achtervolging 4e 4x7,5 km estafette                           |
| 2009 | Pyeongchang      | 20e 20 km individueel · 29e 10 km sprint · 24e 12,5 km achtervolging · 25e 15 km massastart · 4x7,5 km estafette |
| 2011 | Chanty-Mansiejsk | 50e 20 km individueel 38e 10 km sprint 26e 12,5 km achtervolging 9e 4x7,5 km estafette                           |

### Wereldbeker
Eindklasseringen
| Seizoen   | Algemeen | Individueel | Sprint | Achtervolging | Massastart |
| --------- | -------- | ----------- | ------ | ------------- | ---------- |
| 2000/2001 | 70e      |             |        |               |            |
| 2001/2002 | 22e      |             |        |               |            |
| 2002/2003 | 29e      |             |        |               |            |
| 2003/2004 | 33e      |             |        |               |            |
| 2004/2005 | 28e      |             |        |               |            |
| 2005/2006 | 44e      |             |        |               |            |
| 2006/2007 | 33e      |             |        |               |            |
| 2007/2008 | 26e      |             |        |               |            |
| 2008/2009 | 14e      |             |        |               |            |
| 2009/2010 | 12e      |             |        |               |            |
| 2010/2011 | 27e      |             |        |               |            |

Wereldbekerzeges
| Nr. | Datum            | Plaats   | Discipline            |
| --- | ---------------- | -------- | --------------------- |
| 1.  | 24 januari 2002  | Antholz  | 20 km individueel     |
| 2.  | 24 januari 2010  | Antholz  | 12,5 km achtervolging |
| 3.  | 16 december 2010 | Pokljuka | 20 km individueel     |